# 김홍재
김홍재(金洪才, 1954년 10월 10일~)는 대한민국의 지휘자이다.

## 생애
교육자 부부였던 아버지 김정민과 어머니 이판생 사이에서 2남으로 효고현 이타미시에서 태어났다. 이타미 조선초급학교를 거쳐 아마가사키 중급학교에 입학, 취주악부에서 클라리넷을 배우면서 음악을 본격적으로 시작했다.
고베 조선고급학교를 졸업한 뒤인 1973년에 조선적 소지자로서는 최초로 도호가쿠엔대학 음대에 클라리넷 전공으로 입학했으며, 지휘로 전과한 뒤 오자와 세이지, 아키야마 가즈요시, 모리 다다시, 쓰쓰미 슌사쿠 등에게 배웠다. 재학 중에 쓰쓰미에게 실력을 인정받아 도쿄 시티 필하모닉 오케스트라의 부지휘자로 활동했으며, 1978년 3월 14일 도쿄 시부야 공회당에서 도쿄 시티 필과의 특별 연주회로 데뷔했다.
1979년에는 평양에서 조선국립교향악단을 지휘했고, 그해 9월 도쿄 국제 지휘 콩쿨에 참가해 2등상과 특별상인 '사이토 히데오 상' 을 수상했다. 이듬해인 1980년에 일본 전역을 돌며 수상자 기념 연주회를 가졌고, TBS의 텔레비전 프로그램 '오케스트라가 왔다' 의 전속 지휘자가 되어 신일본 필하모닉 오케스트라를 비롯한 일본의 대표적인 관현악단들과 방송 연주회를 했다.
1981년에는 NTV의 텔레비전 프로그램 '나의 음악회' 의 전속 지휘자로 발탁되어 요미우리 일본 교향악단과 방송 연주회를 했다. 이 기간 동안 에토 도시아, 우치다 미츠코, 나카무라 히로코, 이와사키 고, 장-이브 티보데, 미하일 플레트뇨프 등 일본 국내외의 유명 연주가들과 협연했다.
방송 출연 이후 도쿄 시티 필(1981-1989), 나고야 필하모닉 오케스트라(1985-1989), 교토 교향악단(1987-1989)의 지휘자를 차례로 역임했고, 교토 교향악단과는 1987년에 일본 관현악단으로서 첫 조선민주주의인민공화국 공연을 평양과 원산에서 개최해 화제가 되었다. 1988년에는 베이징에서 중국 광파(방송) 교향악단을 지휘했고, 교포 여성 1000명으로 구성된 합창단과 오사카에서 공연하기도 했다.
1989년 모든 직책을 사임하고 도이칠란트로 유학, 윤이상에게 1년간 개인적으로 사사했다. 1990년 평양에서 개최된 범민족통일음악회에서 조선국립교향악단과 윤이상의 '서주와 추상' 을 공연해 호평을 받았고, 이후 '한겨레 음악회(1989-1993)'를 비롯한 무대에서 윤이상의 주요 관현악 작품들을 일본 혹은 아시아 초연했다.
1991년부터는 미야자키 하야오와 기타노 다케시 등의 영화음악으로 유명한 작곡가 히사이시 조와 함께 정기적으로 연주회를 가졌으며, 공연 실황이 'Symphonic Best Selection', 'Super Orchestra Night' 등의 음반으로 발매되기도 했다.
1998년에는 나가노 동계 장애자 올림픽의 개막식 공연을 지휘했으며, 그해 6월 '와타나베 아키오 음악상' 을 수상했다. 2000년 6월에는 교포 바이올리니스트인 정찬우와 '유니티 콘서트'를 개최했는데, 1985년에 시도되었다가 당시 대한민국에서 활동 중이던 정찬우의 방일 불허 방침으로 무산된 바 있었다.
이 콘서트가 화제가 되어 2000년 10월 20일에 KBS 교향악단과 '2000년 서울 아시아·유럽 정상회의 축하 예술의 전당 10월 음악제' 의 일환으로 첫 대한민국 공연을 가졌고, 피아니스트 백건우와 부조니의 피아노 협주곡을 아시아 초연했다. 이후 KBS 교향악단과 코리안 심포니 오케스트라, 서울 시립 교향악단을 부정기적으로 객원 지휘하고 있다.
2004년에는 통영 국제 음악제의 개막 공연으로 윤이상의 오페라 '유령의 사랑' 을 아시아 초연했으며, 2006년 10월 19-20일 양일간 국립극장에서 개최된 '2006 겨레의 노래뎐' 에서는 국립국악관현악단을 지휘했다. 윤이상 음악을 비롯해 남북 관현악 작품을 적극적으로 공연하고 있으며, 대학 관현악단이나 직장인 관현악단 등 아마추어 관현악단과의 공연도 활발히 진행하고 있다.
2005년에 대한민국 국적을 취득했으며, 2007년 11월에는 울산 시립 교향악단의 상임지휘자로 취임해 대한민국에서 본격적인 첫 직책을 맡게 되었다.

## 음반목록
- 조선관현악 특집 I-코리아 아트센터(K.A.C.)/신세카이 레코드
- 조선관현악 특집 II-코리아 아트센터(K.A.C.)/빅터 레코드
- 윤이상 서거 10주년 기념음반~윤이상 관현악-신나라레코드
- 조선관현악특집~임진강-신나라레코드
- 고지라 교향 환상곡~이후쿠베 아키라의 세계(2CDs)-VAP
- 히사이시 조~Symphonic Best Selection-도시바 EMI (*국내 발매: Jave/Rock Records)
- 히사이시 조~Super Orchestra Night 2001-원더 시티
- 히사이시 조~Orchestra Stories & Symphonic Suite 'My Neighbor Totoro'-도쿠마 재팬 커뮤니케이션즈
- 히사이시 조~공상미술관 (2003 Live Best)-일본 유니버설 뮤직
- 바이오 하자드 오케스트라 앨범-캡콤
- 취주악 명곡선 제 27집~북구와 동구편-도시바 EMI
- 취주악 명곡선 제 9집~프랑스편-도시바 EMI
- 취주악 명곡 베스트 시리즈~프로코피에프-킹레코드
- 오페레타 '새잡이' 취주악 셀렉션-브레인 뮤직
- 데뷰 30주년 기념 음반~드보르자크 교향곡 제8번 외-신나라레코드
- 데뷰 30주년 기념 음반~모차르트 피아노 협주곡 제23번, 드보르자크 교향곡 제9번 외(2CDs)-신나라레코드

## 관련서적
- 김홍재, 나는 운명을 지휘한다 (김홍재 구술, 박성미 엮음. 김영사)